# Nothoaspis reddelli
Genre
Espèce
Synonymes
- Carios reddelli (Keirans & Clifford, 1975)

Nothoaspis reddelli est une espèce de tiques de la famille des Argasidae, la seule du genre Nothoaspis.

## Distribution
Cette espèce est endémique du Mexique. Elle a été découverte dans du guano de la chauves-souris Mormoops megalophylla dans les grottes Grutas de Xtacumbilxunam au Campeche puis observée au Yucatán et au Tabasco.

## Publication originale
- Keirans & Clifford, 1975 : Nothoaspis reddelli, new genus and new species (Ixodoidea: Argasidae), from a bat cave in Mexico.  Annals of the Entomological Society of America, vol. 68, n. 1, p. 81-85.